# Inchy-en-Artois
Inchy-en-Artois is een gemeente in het Franse departement Pas-de-Calais (regio Hauts-de-France) en telt 569 inwoners (2005). De plaats maakt deel uit van het arrondissement Arras.

## Geografie
De oppervlakte van Inchy-en-Artois bedraagt 11,1 km², de bevolkingsdichtheid is 51,3 inwoners per km².
De onderstaande kaart toont de ligging van Inchy-en-Artois met de belangrijkste infrastructuur en aangrenzende gemeenten.

## Demografie
Onderstaande figuur toont het verloop van het inwonertal (bron: INSEE-tellingen).